# Прудник Михайло Васильович
Миха́йло Васи́льович Пру́дник (нар. 19 листопада 1952, с. Мозкове, Сумська область — помер 6 серпня 2021) — український письменник, головний редактор журналу «Перець».

## Освіта
1975 року закінчив факультет журналістики Київського державного університету імені Тараса Шевченка.

## Кар'єра, діяльність
З 1975 року працював у журналі «Перець» фейлетоністом, на посадах завідувача відділу культури, відповідального секретаря. З 2002 року — головний редактор видання.

## Творчість
Є автором гумористичних книг:
- «Що скаже Люся?» (Київ, в-во «Молодь», 1983)
- «Дорогоцінна ґуля» (Київ, «Бібліотека Перця», 1983)
- «Репетитор для генія» (Київ, «Бібліотека Перця», 1986)
- «П'єдестал напрокат» (Київ, в-во «Радянський письменник», 1988)
- «Бестселер» (Київ, в-во «Радянська Україна», 1989)
- «Лауреат всіх премій» (Київ, в-во «Український письменник», 2003)

Твори перекладено англійською, російською, болгарською, білоруською, угорською, казахською, татарською та іншими мовами.

## Громадська діяльність
Член Національної спілки письменників України (1987), Спілки журналістів України (1979), член приймальної комісії НСПУ. Член журі Всеукраїнських фестивалів гумору та сатири. Постійний учасник Всеукраїнських фестивалів «Вишневі усмішки».

## Відзнаки
Лауреат літературних премій у галузі сатири і гумору: ім. Остапа Вишні, ім. Степана Олійника, ім. Олександра Ковіньки.